# 沈尹氏
沈尹氏，春秋时期楚国的公族，楚穆王之子沈尹子桱的后代，因为担任沈尹而得氏。
楚昭王时期沈尹戌曾经参加柏举之战，其子沈诸梁，号叶公，在楚惠王时平定白公胜之乱。旧说沈尹氏出自沈国，与先秦文献和考古文献不合。
其他族人有：
- 沈后臧
- 沈尹朱
- 沈尹寿
- 沈尹赤